# مارشال لهستان
مارشال لهستان (لهستانی: (Marszałek Polski) بالاترین درجه نظامی نیروی زمینی لهستان است که تا کنون تنها به ۶ نفر اعطا گشته‌است. این درجه را می‌توان با فیلد مارشال یا ارتشبد یکسان دانست.

## تاریخچه
از آنجا که این درجه تنها به فرماندهانی اعطا می‌گردد که در جنگ پیروز شده باشند امروز دیگر هیچ مارشال لهستانی وجود ندارد و تمامی دارندگان این نشان فوت شده‌اند. اخیراً نشان ژنرال چهار ستاره به سیستم درجه دهی ارتش لهستان افزوده شده و در سال ۲۰۰۲ به رئیس ستاد سابق ارتش لهستان، چسواو پیاتاس اعطا گشت.
دارندگان نشان مارشال لهستان به این شرح است.
| #  | نام                  | تاریخ اعطا     | اطلاعات |
| -- | -------------------- | -------------- | --- |
| ۱. | یوزف پیلسودسکی       | ۱۹ مارس ۱۹۲۰   | نخستین مارشال لهستان                                                                                         |
| ۲. | فردیناند فوش         | ۱۳ آوریل ۱۹۲۳  | فرمانده نیروهای متفقین در جبهه غرب در طول جنگ جهانی اول. دارنده نشان‌های مارشال فرانسه و فیلدمارشال بریتانیا. |
| ۳. | ادوارد ریدز-اشمیگوی  | ۱۰ نوامبر ۱۹۳۶ | بلندپایه‌ترین نظامی لهستانی در هنگام تهاجم آلمان                                                              |
| ۴. | میخال رولا ژیمرسکی   | ۳ مه ۱۹۴۵      | نخستین مارشال جمهوری خلق لهستان                                                                              |
| ۵. | کنستانتین روکوسوفسکی | ۵ نوامبر ۱۹۴۹  | دارنده نشان مارشال شوروی                                                                                     |
| ۶. | ماریان اسپیخالسکی    | ۷ اکتبر ۱۹۶۳   | در حین انجام وظیفه فوت کرد.                                                                                  |